# Connor Gibbs
Connor Gibbs (2 februari 2001) is een Amerikaans acteur. Hij werd bekend door zijn rol als Aiden Lucas in de tv-serie Ghost Whisperer.

## Filmografie
| Jaar        | Titel           | Rol         | Opmerkingen                                           |
| ----------- | --------------- | ----------- | ----------------------------------------------------- |
| 2007        | Monk            | Little Boy  | Televisieserie (episode "Mr. Monk and the Daredevil") |
| 2007        | Candy Shop      | Jacob       | Kortfilm                                              |
| 2009 - 2010 | Ghost Whisperer | Aiden Lucas | 22 episodes                                           |
| 2011-heden  | Mystery Girl    | Luke        |                                                       |